# Ratan Tata
Ratan Tata (Bombay, Raj británico, 28 de diciembre de 1937–Bombay, India, 9 de octubre de 2024) fue un emprendedor, ingeniero, empresario y filántropo indio. 

## Biografía
Se graduó en arquitectura en la Universidad de Cornell en 1962 y también cursó un programa de Management en la Escuela de Negocios Harvard en 1975. Apenas se recibió de Cornell, Tata se unió brevemente al estudio arquitectónico Jones & Emmons en Los Ángeles, pero abandono ese puesto para regresar a la India en el mismo año.
Ratan ingresó al negocio familiar en 1962 y recién 30 años después se hizo cargo de la dirección de la compañía. Al principio tuvo que manejar dos empresas con problemas, una de ellas textil, con pérdidas millonarias.
Cuando asumió la presidencia, el resto de los empleados y de los directivos desconfiaban del sobrino del ex número uno de la compañía. No lo conocían muy bien, puesto que su personalidad era tímida y reticente. Pero contaba con el firme aval de su tío. Ratan Tata recibió honores del gobierno de su país, que le entregó el galardón Padma Bhushan en el año 2000, cuando se cumplían los 50 años del «Día de la República de la India».
Ratan Tata fue miembro del consejo de asesores de Mitsubishi y de JP Morgan Chase. En enero de 2005 Forbes Asia nombró a Ratan Tata «Empresario del Año».
Fue Presidente de Tata Motors en la India.